# 안다은
안다은(2005년 10월 29일 ~)은 대한민국의 배우이다.

## 영화
- 2017년 셔틀런 - 벼리 역
- 2018년 너무 무겁지도 가볍지도 않게 - 다은 역
- 2018년 공 - 어린 미현 역
- 2019년 해그림자 - 수민 역
- 2019년 농경사회 - 주이 역
- 2019년 방과후 - 서은 역
- 2020년 연주의 시간 - 연주 역
- 2020년 주빈 - 주빈 역
- 2020년 들고양이 - 윤설 역
- 2021년 악인은 너무 많다 2: 제주 실종사건의 전말 - 지윤 역

## 드라마
- 2018년 MBC 배드파파
- 2018년 MBC Dramax CI 마성의 기쁨
- 2020년 웹드라마 청개구리 교실
- 2023년 TVING 방과 후 전쟁활동 - 김인혜 역